# 대선로 (안산시)
대선로(Daeseon-ro)는 경기도 안산시 단원구 대부북동에서 대부남동까지 이어주는 안산시도로, 총 연장은 8.553 km이다. 도로의 명칭이 유래된 것은 대부도와 선재도를 서로 연결하는 도로를 의미하는 것에서 따왔다.

## 역사
- 2009년 7월 10일 : 도로명으로 대선로를 고시

## 주요 경유지
- 안산시 (단원구)
  - 대부북동 - 대부남동

## 접촉하는 도로
- 선재로 (직결)
- 대부해안로
- 대부중앙로
- 대부황금로 (지방도 제301호선)

## 주요 건물 및 시설
- 왕할머니칼국수 (대선로 15/대부북동 1837-11)
- 대부제일감리교회 (대선로 137/대부북동 1378-1)
- 보석빌딩 (대선로 389/대부북동 639-16)
- 아일랜드CC (대선로 466/대부남동 1369)
- 아우룸 하우스 (대선로 648/대부남동 1223-14)
- 기독교대한감리회흥선교회 (대선로 678-5/대부남동 1209-13)
- 대부상가 (대선로 714/대부남동 1194)